# Policejní volejbalový klub Olymp Praha (femminile)
Il Policejní Volejbalový Klub Olymp Praga è una società pallavolistica femminile ceca con sede a Praga: milita nel campionato di Extraliga.

## Storia
Il Policejní Volejbalový Klub Olymp Praga è stato fondato nel 1957 ed originariamente era chiamato Stella Rossa Praga: la denominazione attuale risale infatti al 1990, cambiata a seguito della caduta del comunismo. Militante fin dall'inizio nel massimo campionato cecoslovacco, il club iniziò a vincere i primi trofei come scudetti e coppe nazionali all'inizio degli anni settanta: proprio tra il 1975 e il 1980 corrisponde il periodo di massimo splendore per il club anche in Europa con due successi in Coppa dei Campioni, massimo torneo europeo per club, e una vittoria in Coppa delle Coppe.
Sia durante gli anni ottanta che gli anni novanta, anche dopo la divisione della Cecoslovacchia in Repubblica Ceca e Slovacchia, il PVK Olymp Praga continua ad ottenere successi in ambito nazionale anche se più diradati rispetto agli anni passati; stessa cosa avviene anche negli anni 2000.

## Palmarès
- Campionato cecoslovacco: 12

1973-74, 1974-75, 1976-77, 1978-79, 1979-80, 1980-81, 1983-84, 1984-85, 1985-86, 1986-87, 1987-88, 1991-92
- Campionato ceco: 4

1996-97, 1998-99, 2004-05, 2007-08
- Coppa di Cecoslovacchia: 8

1974-75, 1975-76, 1976-77, 1977-78, 1978-79, 1979-80, 1981-82, 1991-92
- Coppa della Repubblica Ceca: 8

1995-96, 1996-97, 1997-98, 1998-99, 1999-00, 2003-04, 2004-05, 2006-07
- Coppa dei Campioni: 2

1975-76, 1979-80
- Coppa delle Coppe: 1

1978-79

## Denominazioni precedenti
- 1957-1990: Volejbalový klub Rudá Hvězda Praha